# John o'Groats (fleuve)
Le fleuve John o’Groats  (en anglais : John o’Groats River) est un cours d’eau situé dans le nord de la région des Fiordland, dans l’Île du Sud de la Nouvelle-Zélande.

## Géographie
Il s’écoule vers l’ouest vers la Mer de Tasman au Nord de Milford Sound.